# Николай Столетов
Николай Григориевич Столетов (на руски: Николай Григорьевич Столетов) е руски офицер, генерал от пехотата. Участник в завоюването на Средна Азия и в Руско-турската война (1877 – 1878). Командир на Българското опълчение.

## Биография
Николай Столетов е роден на 13 ноември 1831 г. в град Владимир в семейство на местен търговец. Завършва Физико-математическия факултет на Московския университет (1854). Получава образователна и научна степен кандидат на математическите науки.
Ориентира се към военното поприще. Постъпва като доброволец в Руската армия и участва в Кримската война от 1853 – 1856 г. Проявява се в боевете при отбраната на Севастопол и Инкерманското сражение. Произведен е в първо офицерско звание прапорщик (1855).
Завършва Николаевската военна академия и участва в Кавказката война. Служи под командването на бъдещия военен министър генерал-адютант Дмитрий Милютин, с когото остава в близки отношения и по-късно.
Прехвърлен в Ташкент и играе активна роля при руските завоевания в Средна Азия (1865). Като началник на Закаспийския отряд основава град Красноводск (1869). Ръководи научна експедиция по старото корито на река Амударя. Повишен е във военно звание генерал-майор.
Участва в Руско-турската война (1877 – 1878. Назначен е за командир на новосформираното Българско опълчение, което е придадено в състава на Предния отряд с командир генерал-лейтенант Йосиф Гурко. Участва в боевете при Стара Загора.
Назначен е за командир на Шипченския отряд в състав от Българско опълчение и Габровския отряд с командир генерал-майор Валериан Дерожински). Лично командва защитата на Шипка през август 1877 г. срещу Западната османска армия. Заменен е на шипченската позиция от генерал-лейтенант Фьодор Радецки.
Командва руския авангард при зимното преминаване Стара планина от дясната колона на Южния отряд. Участва в решителната Шейновска битка. Награден е с орден „Свети Георги“ IV ст., орден „Свети Владимир“ I ст. и орден „Света Ана“ I ст.
След войната е изпратен с дипломатическа мисия в Афганистан, която постига успех и предизвиква Втората британско-афганистанска война. Изпада временно в немилост след смъртта на император Александър II и отстраняването на военния министър Дмитрий Милютин.
Продължава да заема висши военни длъжности: командир на 18-а пехотна дивизия, 15-и и 14-и армейски корпус. Повишен е във военно звание генерал-лейтенант от 1886 г. и генерал от пехотата от 1898 г. Член на Държавния съвет от 1899 г.
Николай Столетов умира на 27 юни/10 юли 1912 г. в Царское село.

## Памет
- Провъзгласен е за Почетен гражданин на град Габрово.

На негово име са наречени:
- връх Столетов в Стара планина;
- селата Столетово, област Пловдив и Столетово, област Стара Загора;
- булевард „Генерал Николай Г. Столетов“ в София (Карта);
- улици в Стара Загора, Добрич, Варна, Ловеч, Плевен, Сливен и Казанлък и Пловдив;